# Acrocladium auriculatum
Acrocladium auriculatum là một loài Rêu trong họ Amblystegiaceae. Loài này được (Mont.) Mitt. mô tả khoa học đầu tiên năm 1869.